# NGC 3918
NGC 3918是一個在天球上位於半人馬座的行星狀星雲，距離地球約4900光年。該星雲暱稱藍色行星（Blue Planetary）或南方人（The Southerner）。

## 概要
NGC 3918是位於南天球高緯度區域最明亮的行星狀星雲，可使用小型望遠鏡觀測。該星雲由英國天文學家約翰·赫歇爾發現於1834年3月。該星雲在望遠鏡中所見到其接近圓形的卵形外觀直徑約為8到10角秒，但更深入觀測影像的直徑則是19到20角秒。更讓人驚訝的是它的美麗藍色外觀相當近似航海家2號於1989年拍攝的海王星影像。
光譜觀測資料顯示NGC 3918正以每秒17±3.0公里的速度接近地球，而星雲本身則以每秒24公里的速度向外擴張。中心恆星的亮度為肉眼不可見的視星等14.6，並且該恆星光芒被周圍明亮雲氣所掩蓋。